# کلاته سلیمان
کلاته سلیمان یک روستا در ایران است که در دهستان نهارجان واقع شده‌است. کلاته سلیمان ۲۰۱ نفر جمعیت دارد.